# ابراهیما سوری سواره
ابراهیما سوری سواره (انگلیسی: Ibrahima Sory Souare؛ زادهٔ ۱۴ ژوئیهٔ ۱۹۸۲) بازیکن فوتبال اهل گینه بود.
از باشگاه‌هایی که در آن بازی کرده است می‌توان به باشگاه فوتبال رن اشاره کرد.
وی همچنین در تیم ملی فوتبال گینه بازی کرده است.